# بخش مورا، سوئد
بخش مورا، سوئد (به سوئدی: Mora kommun) یک ناحیه شهری در سوئد است که در شهرستان دالارنا واقع شده‌است.